# Prix Big Bill Broonzy
Der Prix Big Bill Broonzy  ist ein Musikpreis, der seit 1967 von der Académie du Jazz an die beste Plattenveröffentlichung im Bereich des (traditionellen) Blues vergeben wurde. Namensgeber war Big Bill Broonzy. 2005 wurde der Preis in Prix Blues umbenannt.

## Preisträger des Prix Big Bill Broonzy
| - 1967: Intégrale Bessie Smith (CBS) - 1968: Urban Blues von John Lee Hooker (Stateside/Pathé-Marconi) - 1969: Lucille von B. B. King (Blues Way/Pathé-Marconi) - 1970: Baby Scratch My Back von Slim Harpo (Excello – C.E.D.) - 1971: avec Roosevelt Sykes, Buddy Guy et Junior Wells von Memphis Slim (Barclay) und Robert Johnson (CBS) - 1972: Bon Ton Roulet ! von Clifton Chenier (Arhoolie/Musidisc–Europe) - 1973: The Drifter Rides Again von Clarence Gatemouth Brown (Barclay) - 1974: The Blues and Me von Mickey Baker und Shake That Thing Willie Mabon (Black & Blue/Barclay) - 1975: Anthology of the Blues von Elmore James (Musidisc-Europe) - 1976: Chaser von Bobby King (MCM/Sofrason) - 1977: Together Again Live von Bobby Bland und B. B. King (ABC-Impulse/Carrere) - 1978: Midnight Son von Son Seals (Sonet/Vogue) - 1979: Highway Is My Home von Magic Slim (Black & Blue) - 1980: Ice Pickin’ von Albert Collins (Vogue) - 1981: Living Chicago Blues Vol. 6 von Detroit Junior, Luther Johnson Junior, Queen Sylvia Embry (Sonet/Vogue) - 1982: Hot Wire von Jimmy Dawkins (Isabel/WEA) - 1983: The Blues Is Alright von Little Milton (Isabel/WEA Filipacchi) - 1984: Heap See von Jimmy Johnson (Blue Phoenix (Black & Blue)/WEA Filipacchi) - 1985: Johnny ‘Big Moose’ Walker von Johnny Walker (SteepleChase/Harmonia Mundi) | - 1986: Live in Europe von Otis Rush (Isabel/Musidisc) - 1987: Cold Is the Night von Joe Louis Walker (ACE CH/Média 7/Musidisc) - 1988: Lowell Fulson von Lowell Fulson (Rounder/Média 7) - 1989: Sacramento von Johnny Heartsman (Crosscut/Média 7) - 1990: Two Fisted Mama von Katie Webster (Alligator/Virgin) - 1991: Walkin’ on Fire von Kenny Neal (Alligator/NTI) - 1992: Double Dues von Larry Garner (JSP/Média 7) - 1993: The Blues Soul of Jay Owens von Jay Owens (Indigo/Night & Day) - 1994: The Story of Black and Blue (Frémeaux et Associés/Night & Day) - 1995: Jungle Swing von Johnny Copeland (Verve/Polygram) - 1996: Come On in This House von Junior Wells (Telarc/TMS) - 1997: Leaving Here Walking von Jimmy Burns (Delmark/Socadisc) - 1998: Lucky 13 von Big Lucky Carter (Blueside/Média 7) - 1999: Lone-Star Shootout von Lonnie Brooks/Long John Hunter/Phillip Walker (Alligator/Night & Day) - 2000: Neck Bones & Caviar von Mel Brown (Electro-Fi/MSI) - 2001: Hoochie Man von Bobby Rush (Waldoxy/Night & Day) - 2002: Fool Me Good von Precious Bryant (Terminus/Socadisc) - 2003: keine Vergabe - 2004: Folk Funk von Bobby Rush (Ruf/Mosaïc) |

## Preisträger des Prix Blues
| - 2005: Music Maker Relief Foundation – The Last & Lost Blues Survivors (Dixiefrog/Night & Day) - 2006: Birthright von James Blood Ulmer (Rounder/Harmonia Mundi). - 2007: Don’t Mess With Miss Watkins von Beverley Guitar Watkins (Dixiefrog / Harmonia Mundi) - 2008: Thank God I Got the Blues von Big James (Jamot) - 2009: Chicago Blues: A Living History von Billy Boy Arnold – John Primer – Billy Branch – Lurrie Bell (Raisin/Socadisc) - 2010: Tuxedo Blues von Roy Gaines (Black Gold) - 2011: Out of the Dark von Sharrie Williams (Electro-Fi) - 2012: The Devil Ain’t Got no Music von Lurrie Bell (Aria B.G./Socadisc) - 2013: Jericho Road von Eric Bibb (Dixiefrog/Harmonia Mundi) | - 2014: In My Soul von Robert Cray Band (Provogue/Wagram) - 2015: This Is From Here von Harrison Kennedy (Dixiefrog) - 2016: Corey Dennison Band von Corey Dennison - 2017: Honest Woman von Thornetta Davis (Sweet Mama Music) - 2018: My Future Is My Past von Walter „Wolfman“ Washington - 2019: Spectacular Class von Jontavious Willis - 2020: Hard Workin‘ Manpectacular Class von Andrew Alli - 2021: I Be Trying von Cedric Burnside - 2022: I Ain’t Playin’ von Diunna Greenleaf - 2023: Black Bayou von Robert Finley |